# Контекст комуникације
Контекст комуникације је свака ситуација у којој се комуникација одвија и коју одређује број учесника, време одигравања, карактеристике простора, узраст и пол учесника, као и додељене улоге и претходно искуство.